# Xerocomus chrysonemus
Bolet à base jaune, Bolet tout jaune
Espèce
Statut de conservation UICN

 DD  : Données insuffisantes
Xerocomus chrysonemus, le Bolet à base jaune, est une espèce rare de champignon (Fungi) basidiomycète du genre Xerocomus dans la famille des Boletaceae. Il est caractérisé par son bout du pied jaune vif à la coupe, souvent très radicant, et à son mycélium jaune d'or vif. Sa chair présente occasionnellement des bleuissements localisés à la coupe.

## Taxonomie
Le nom correct complet (avec auteur) de ce taxon est Xerocomus chrysonemus A.E. Hills & A.F.S. Taylor, 2006.

### Étymologie
L'épithète spécifique, du grec chrysos = or, nêma = fil, tissu, fait référence au mycélium ou à la chair jaune d'or vif de ce champignon.

### Noms vernaculaires
En anglais, ce Bolet est appelé "Goldenthread bolete".

## Description du sporophore

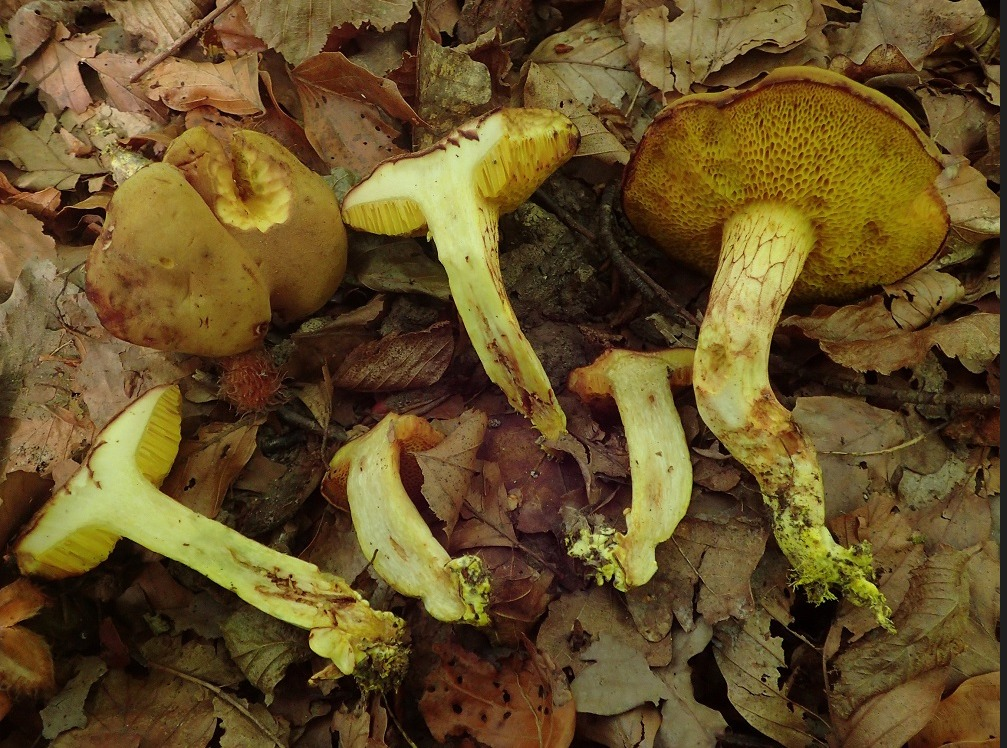
Collection de sporophores de X. chrysonemus en France.

Les bolets sont des champignons dont l'hyménophore, constitué de tubes et terminés par des pores, se sépare facilement de la chair du chapeau. Ce chapeau d'abord rond, recouvert d'une cuticule, devient convexe à mesure qu’il vieillit. Ils ont un pied (stipe) central assez épais et une chair compacte. Les caractéristiques morphologiques de X. chrysonemus, sont les suivantes :
Son chapeau mesure 2 à 8 cm, il est sec, finement feutré, ocre jaune à brun-jaune, jaune olivâtre ou fauve ; chair sous-jacente souvent rougeâtre.
L'hyménophore présente des tubes jaune d'or vif puis jaune olivâtre. Les pores sont irréguliers et anguleux, concolores aux tubes, ils peuvent se tacher de rouille au toucher. Près de la marge, les tubes, encore jeunes, semblent ‘’fermés’’. En effet, ils sont partiellement recouverts par les extrémités des hyphes de la trame, très longues proportionnellement à ce stade de développement.
Son stipe mesure 3 à 8 cm x 0,5 à 1,5 cm, il est jaune vif chez les jeunes puis plus terne, parfois orné d'un réseau grossier rougeâtre. Il est plus au moins radicant. Son mycélium est jaune d'or vif.
La chair est jaunâtre pâle dans le chapeau, jaune d'or dans la moitié inférieure du pied, en général non ou peu bleuissante. Sa saveur est douce et son odeur est faible à aromatique,.

### Caractéristiques microscopiques
Ses spores mesurent 9 à 13 μm x 4,5 à 6 μm, elles sont allongées-fusoïdes, lisses. Elles sont caractérisées par le rapport Q = Longueur/largeur ~ 2,2. Ce qui permet de les distinguer des spores des deux autres espèces proches, X. subtomentosus avec Q ~ 2,4 et X. ferrugineus avec Q ~ 2,7.
Les basides se remarquent facilement par leurs nombreuses vacuoles colorées. Environ 40-50 x 10-12 µm. Elles sont allongées, avec une base étroite s’élargissant ensuite fortement, ce qui rend difficile la mise en évidence de tous les stérigmates sur une même photo. De nombreuses sont tétrasporiques, avec une proportion non négligeable à deux ou trois spores. Les stérigmates sont assez longs, de 5 à 7 µm.
L’hyménium est constitué de cellules longues et étroites. Les cols effilés des pleurocystides et l’apex des basides surmontent des cellules banales toutes identiques.
Les cheilocystides soulignent densément l’arête des tubes d’un jaune soutenu. Elles peuvent être variables de forme mais dans leur grande majorité, elles ont plutôt une base étroite qui s’élargit fortement au sommet. Environ 60-80 x 10-30 µm.
Les pleurocystides, aussi d’un jaune soutenu, sont réparties assez lâchement au sein de l’hyménium. Elles sont plutôt fusiformes, jamais très élargies, plus courtes que les cheilocystides. Environ 30-65 x 12-15 µm.

## Habitat et distribution
Il s'agit un champignon ectomycorhizien, poussant sous les chênes (Quercus),,.

## Statut de conservation

### Régional
- Auvergne-Rhône-Alpes : classement de cette espèce en catégorie NT (Quasi menacée) au niveau régional[6].

## Comestibilité
Comme tous les Xerocomus au sens large, le Bolet à base jaune est une espèce d'intérêt culinaire donné comme moyen de par son faible goût et sa petite taille. Elle est comestible après cuisson, de préférence en retirant le pied et en privilégiant les jeunes spécimens et les spécimens fermes dont les tubes ne sont pas très développés. De par sa rareté et sa difficulté d'identification, qui doivent inciter à ne pas le rechercher à des fins de consommation, il ne fait était d'une consommation traditionnelle ou occasionnelle notable, de sorte qu'il doit être considéré comme sans intérêt alimentaire .

## Confusions possibles
- Le Bolet ferrugineux (Xerocomus ferrugineus) a lui aussi un mycélium jaune, mais sa chair est entièrement blanchâtre et immuable à la coupe. Sans intérêt alimentaire.
- Le Bolet brun-rouge des peupliers (Xerocomus silwoodensis) a un mycélium blanchâtre à jaunâtre et une chair blanchâtre, il pousse surtout sous les peupliers et son chapeau est souvent brun-rouge. Sans intérêt alimentaire.
- Le Bolet couleur de lion (Aureoboletus moravicus) a un mycélium jaunâtre et une chair entièrement blanchâtre à jaunâtre, immuable, il dégage une odeur agréable et typique de pâtisserie. Sans intérêt alimentaire.